# Gilles Bresson
Pour les articles homonymes, voir Bresson.
Gilles Bresson, né le 11 mai 1939, est un scientifique, hydrogéologue et écrivain français.

## Biographie
Chef du Service départemental d'hydrogéologie en Meuse puis en Vendée en 1975, il est à l'origine de la découverte des eaux souterraines du Sud-Vendée et de la méthode de prospection des eaux souterraines dans les massifs granitiques. 
Comme chef de la cellule des Monuments et sites de la Vendée à partir de 1990, il s'est employé au sauvetage du château fort de Saint-Mesmin (Deux-Sèvres) et du manoir de Réaumur, comme président-fondateur du Cercle des Amis de Réaumur. Grand voyageur et amateur d'art religieux, spécialiste de l'architecture grandmontaine, il a réalisé en 1997 au prieuré de Chassay-Grammont en Vendée une exposition sur les monastères orthodoxes de Roumanie visitée par le roi Michel de Roumanie. 
Il est président-fondateur en 1989 du Groupe d'études et de recherches sur les Grandmontains (GEREG) et publication semestrielle des « Cahiers Grandmontains » (revue interne).
Intéressé par les sciences au XVIIIe siècle, il a réalisé plusieurs expositions sur ce thème, notamment sur l'histoire du mètre, sur le savant Réaumur et sur Buffon.

## Restaurations
Il s'est employé à sauver de la ruine et à restaurer plusieurs monuments :
- le château de Réaumur en Vendée,
- les prieurés grandmontains de Chassay-Grammont à Saint-Prouant en Vendée et des Bronzeaux dans la Haute-Vienne,
- le château de Saint-Mesmin dans les Deux-Sèvres.

## Œuvres
- Châteaux forts en Vendée : guide d'histoire et de visite, D'Orbestier, coll. « Une histoire & des hommes », Le Château d'Olonne, 1999, 95 p.  (ISBN 2-84238-020-7)
- Monastères de Grandmont : guide d'histoire et de visite, D'Orbestier, coll. « Une histoire & des hommes », Le Château d'Olonne, 2000, 127 p.  (ISBN 2-84238-029-0)
- Réaumur : le savant qui osa croiser une poule avec un lapin, D'Orbestier, Le Château d'Olonne, 2001, 255 p.  (ISBN 2-84238-034-7)
- La Malédiction des Grandmontains : Mondain de La Maison Rouge et la fin des Bonshommes, D'Orbestier, coll. « Une histoire & des hommes », Le Château d'Olonne, 2002, 189 p.  (ISBN 2-84238-050-9)
- Abbayes et prieurés de Vendée : guide d'histoire et de visite, D'Orbestier, coll. « Une histoire & des hommes », Le Château d'Olonne, 2005, 191 p.  (ISBN 2-84238-075-4)
- Henri IV, Les années terribles dans l'ouest, étude, Éd. D'Orbestier, Le Château d'Olonne, 2007, 203 p.  (ISBN 2842380983)
- Les Vendéens dans la guerre de 1870, étude, Éd. D'Orbestier, Le Château d'Olonne, 2010, 204 p,  (ISBN 978-2-84238-122-6) (BNF 42205671)